# Аднарватн-Стоура
А́днарватн-Стоура или А́днарватн (исл. Arnarvatn stóra) — озеро в Исландии, располагается на территории общины Хунатинг-Вестра в южной части региона Нордюрланд-Вестра. Относится к бассейну реки Эйстюрау (Эйстурау).
Аднарватн-Стоура находится на высоте 540 м над уровнем моря. Площадь озера — 3,9 км², длина — 3,5 км, ширина — 1,5 км. Через протоку на северо-западе сообщается с рекой Эйстюрау. На востоке в озеро впадает Бударау и протока из озера Рьеттарватн.